# Yang Qian
Yang Qian (Liampó, 10 de julho de 2000) é uma atiradora esportiva e medalhista olímpica chinesa.

## Biografia
Qian foi selecionada para treinar com a equipe de tiro da Escola de Esportes de Ningbo sob o comando do técnico Yu Lihua durante seu quarto ano na escola primária.
Ela começou a praticar tiro em 2011 e a competir em 2012. Nos Jogos Olímpicos de Verão de 2020 em Tóquio foi a campeã da prova de carabina de ar 10m, quando quebrou o recorde olímpico com um anel de 251,8, sendo a primeira medalhista da competição.